# Rossija (Weinbrand)

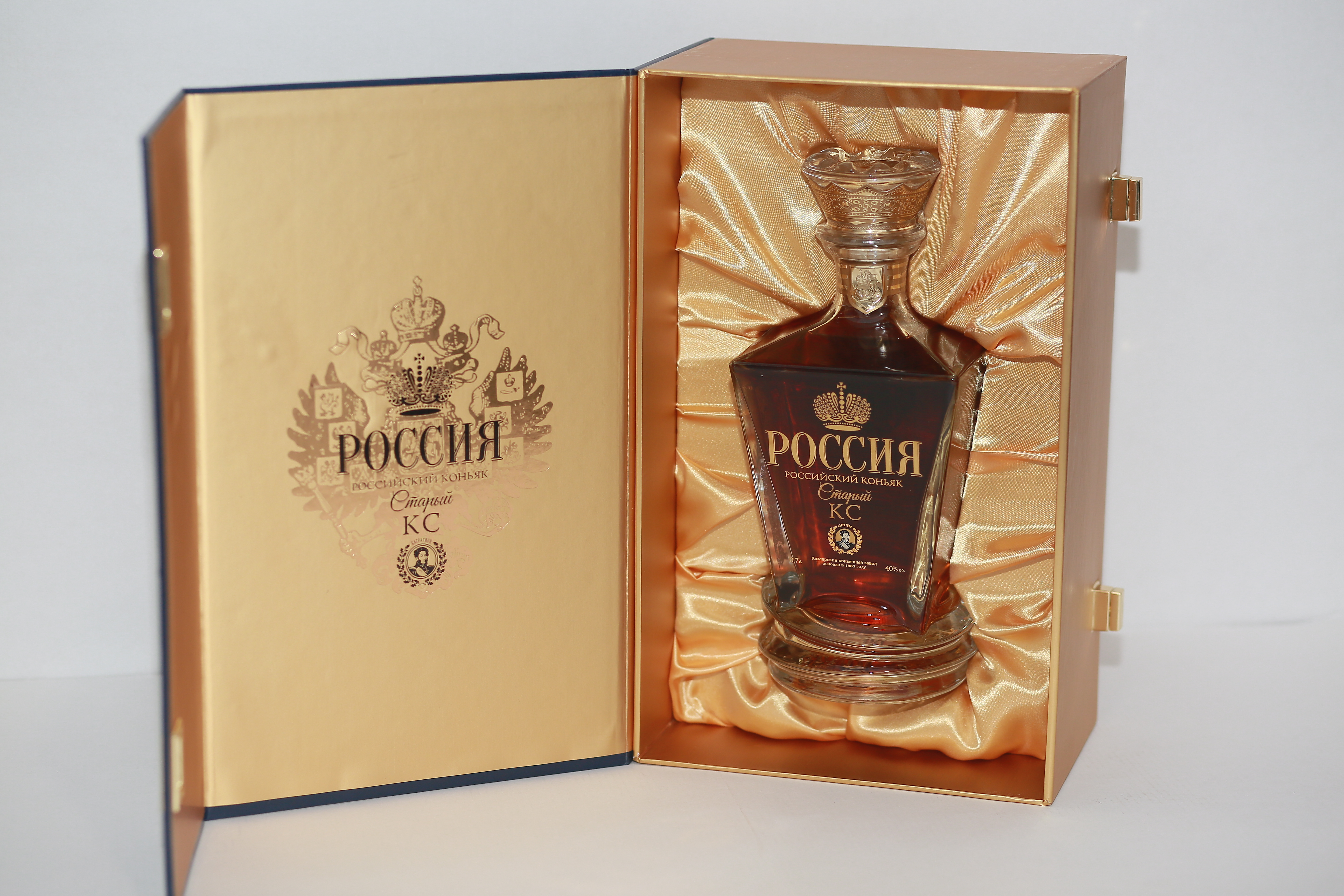
Brandy Russland in einer Flasche mit Vergoldungselementen, 2018

Rossija (Россия) ist eine Marke für russischen Weinbrand, die seit 1976 von der Kizljar Brandy Manufaktur hergestellt wird. Das offizielle Getränk der Protokollveranstaltungen des Kremls wird bei Treffen von Staatsoberhäuptern serviert.

## Geschichte der Marke
Das Rezept für dieses Getränk wurde von den Winzermeistern F.M. Hobt und A.I. Lapina im Jahr 1971 entwickelt. Die Kizljar Brandy Manufaktur hat keine Genehmigung zur Ausgabe dieses Brandys erhalten. Die Kizljar Brandy Manufaktur erhielt erst 1974 die Erlaubnis, diesen Brandy in einer Menge von 10.000 Litern herzustellen.

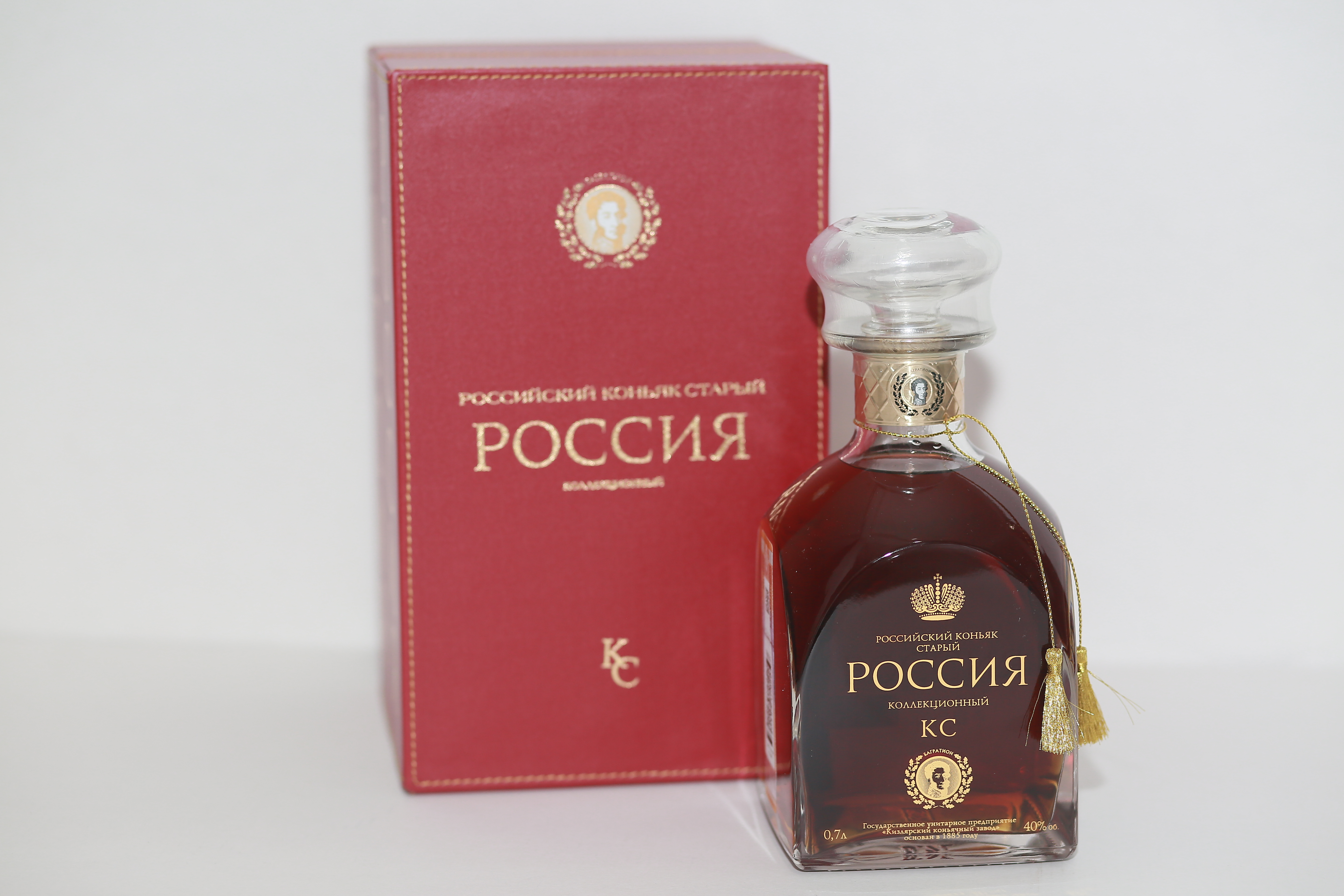
Brandy Rossiya

In 1976 wurde der Kreml wieder an diese Marke erinnert und zum XXV-Kongress der KPdSU wurde das Werk dringend angewiesen, den Brandy Rossiya in den Karaffen einer neuen, originelleren Form aus klarem Glas mit einem Etikett mit dem Bild des Goldenen Rings Russlands herzustellen. Dann genehmigten sie den Preis und begannen die industrielle Produktion. Deshalb gilt das Jahr 1976 als das Geburtsjahr dieser Marke.
Von 1976 bis heute ist der Brandy Rossiya das offizielle Getränk der Protokollveranstaltungen des Kremls und wird bei Treffen der Staatsoberhäupter serviert. Seit 2008 sind andere Marken der Kizljar Brandy Manufaktur die offiziellen Getränke des Kremls: Bagration, Peter der Große, Dagestan und Kizljar.
Im Oktober 2021 begann das Werk erstmals mit dem Export von Brandy Dagestan und Russland nach Deutschland.

## Spezifikationen
Für die Herstellung des Rossiya Brandys werden europäische Rebsorten verwendet, die auf dem Gebiet der Republik Dagestan angebaut werden. Das Mindestalter der zum Blenden verwendeten Spirituosen beträgt 15 Jahre. Gleichzeitig wird das Cognac-Destillat in Fässern aus der kaukasischen Bergeiche ausgebaut. Dunkelgoldenes Getränk, 40 % Vol., Zuckergehalt: 10 g/dm³.
Die langfristige Alterung von Cognac-Spirituosen mildert den Geschmack des Endprodukts, veredelt sein Bouquet und entwickelt Alterungstöne. Die Harmonie von Aroma und Geschmack wird darin erreicht. Leichte Vanille-Schokoladen-Töne mit zart-blumigem Aroma werden mit einem ölig-feinen Geschmack kombiniert.